# Тунунак (Аляска)
Тунунак (англ. Tununak) — переписна місцевість (CDP) в США, в окрузі Бетел штату Аляска. Населення — 411 особа (2020).

## Географія
Тунунак розташований за координатами 60°36′29″ пн. ш. 165°7′15″ зх. д. / 60.60806° пн. ш. 165.12083° зх. д. (60.607991, -165.120790).  За даними Бюро перепису населення США в 2010 році переписна місцевість мала площу 156,22 км², з яких 155,60 км² — суходіл та 0,62 км² — водойми.

## Демографія
Згідно з переписом 2010 року, у переписній місцевості мешкало 327 осіб у 84 домогосподарствах у складі 68 родин. Густота населення становила 2 особи/км².  Було 90 помешкань (1/км²).
Расовий склад населення:
| - 94,5 % — корінних американців - 4,0 % — білих |

До двох чи більше рас належало 1,5 %. Частка іспаномовних становила 0,0 % від усіх жителів.
За віковим діапазоном населення розподілялося таким чином: 39,8 % — особи молодші 18 років, 51,9 % — особи у віці 18—64 років, 8,3 % — особи у віці 65 років та старші. Медіана віку мешканця становила 24,6 року. На 100 осіб жіночої статі у переписній місцевості припадало 142,2 чоловіків;  на 100 жінок у віці від 18 років та старших — 137,3 чоловіків також старших 18 років.
Середній дохід на одне домашнє господарство  становив 41 187 доларів США (медіана — 32 500), а середній дохід на одну сім'ю — 45 089 доларів (медіана — 34 500). За межею бідності перебувало 32,9 % осіб, у тому числі 28,7 % дітей у віці до 18 років та 26,9 % осіб у віці 65 років та старших.
Цивільне працевлаштоване населення становило 82 особи. Основні галузі зайнятості: освіта, охорона здоров'я та соціальна допомога — 26,8 %, публічна адміністрація — 25,6 %, роздрібна торгівля — 19,5 %.